# Монтісон
Монтісон (ісп. Montizón) — муніципалітет в Іспанії, у складі автономної спільноти Андалусія, у провінції Хаен. Населення — 1921 особа (2010).
Муніципалітет розташований на відстані близько 240 км на південь від Мадрида, 85 км на північний схід від Хаена.
На території муніципалітету розташовані такі населені пункти: (дані про населення за 2010 рік)
- Альдеаермоса: 1003 особи
- Монтісон: 79 осіб
- Вента-де-лос-Сантос: 839 осіб

## Демографія
Динаміка населення (INE ):